# Мечеть Насир оль-Мольк
Мечеть Насир оль-Мольк (перс. مسجد ناصر الملک‎) — одна из древнейших мечетей Шираза в Иране. Находится в историческом центре Шираза на улице Лотф Али-шаха в непосредственной близости от мавзолея Шах-Черах. Мечеть построена в 1877—1888 годах по заказу Мирзы Хасана Али Насир оль-Молька из династии Каджаров архитекторами Мирзой Мохаммадом Хоссейн-Мемар и Мохаммадом Резой Каши Пазе Ширази.

## Название

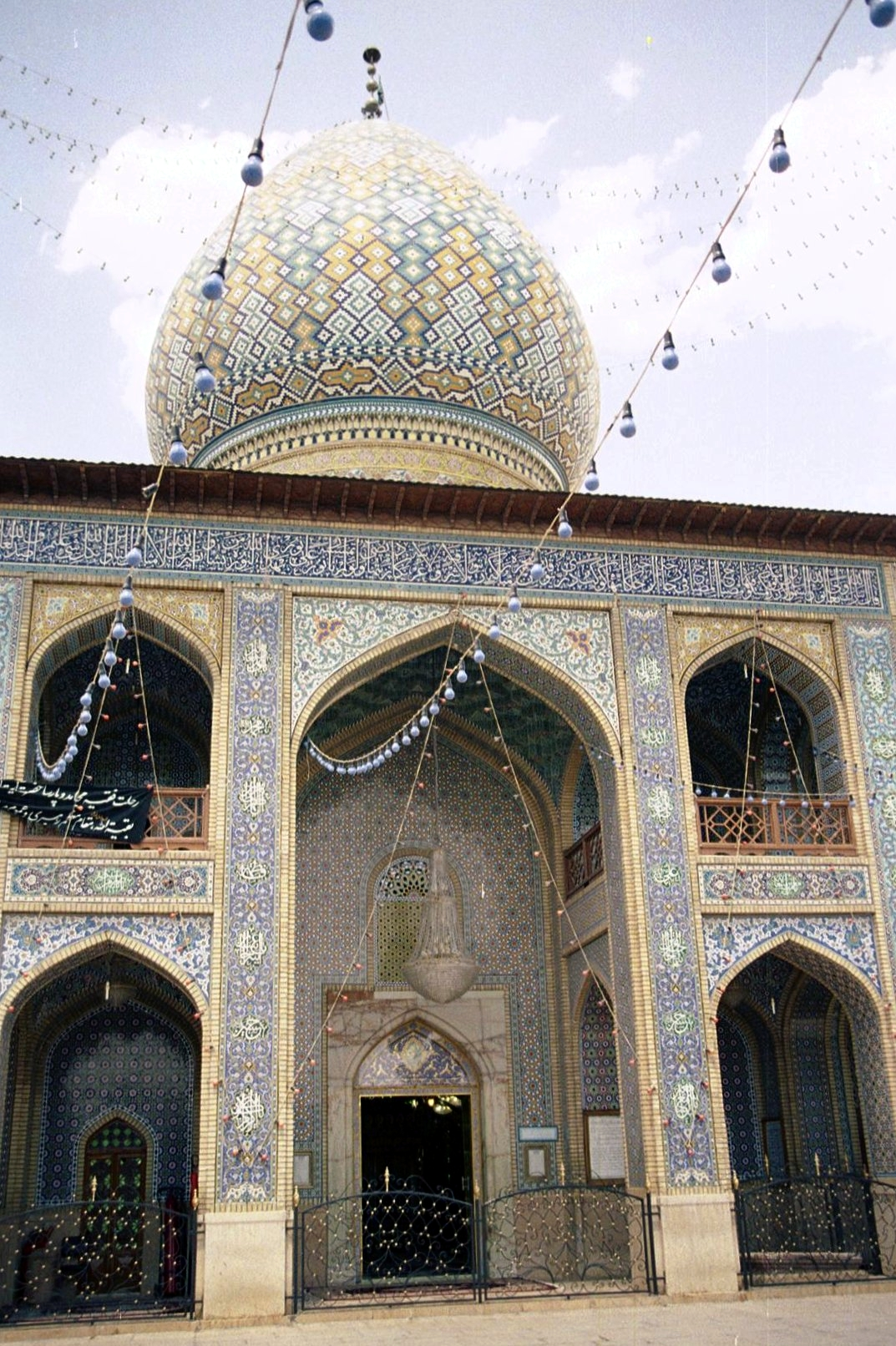
Мечеть

Второе название — Розовая мечеть — здание обрело из-за того, что главным узором, украшающим как внутренние, так и внешние элементы храма, являются розы. Это несколько выбивается из общих канонов построения мечетей, поэтому мечеть Насир оль-Мольк можно назвать единственной в своём роде — огромное количество роз в убранстве отчасти символизирует сам город Шираз, в котором выращивается более 300 видов роз.

## История
Строительство мечети длилось 12 лет с 1877 по 1888 год. Ремонт и техническое обслуживание мечети проходит в соответствии с международными стандартами восстановления памятников исторического наследия; средства на обслуживание мечети выделяет фонд Насера оль-Молька.

## Описание
Внутренняя площадь мечети составляет 2890 м². На территории мечети располагается большой прямоугольный хоуз (бассейн для воды), на северной стороне двора находится Жемчужная арка, расписанная кораническими стихами, на восточной — неф с семью колоннами из камня, на южной — два минарета, а на западной — основной зал мечети, украшенный витражными зеркалами. Во внутреннем убранстве мечети используется плитка семи цветов — чёрного, белого, синего, голубого, красного, терракотового и жёлтого. Эти цвета типичны для ширазской архитектуры.
Внутренний зал мечети имеет несколько витражных окон, каждое из которых оформлено в разном стиле — в первом витражном окне используется большое количество прямоугольных элементов и ромбов, второе располагает большим количеством цветочных элементов, узоры третьего напоминают калейдоскопические фигуры и т. д. Особенностью данных витражей считается тот факт, что во всех окнах используются одновременно тёплые и холодные оттенки для создания большего цветового объёма. Окна главного зала обращены на восток, именно поэтому наиболее впечатляющая игра красок витражей здесь наблюдается утром — с восходом солнца.
Пол главного зала застелен ширазскими коврами.

## Мечеть после Исламской революции 1979 года
Из-за огромного количества декоративных элементов, присущих европейской культуре, а также из-за нетипичных для мусульманской архитектуры изображений цветов в убранстве мечети в 1979 году иранские власти были вынуждены перевести храм в разряд музея.

## Галерея

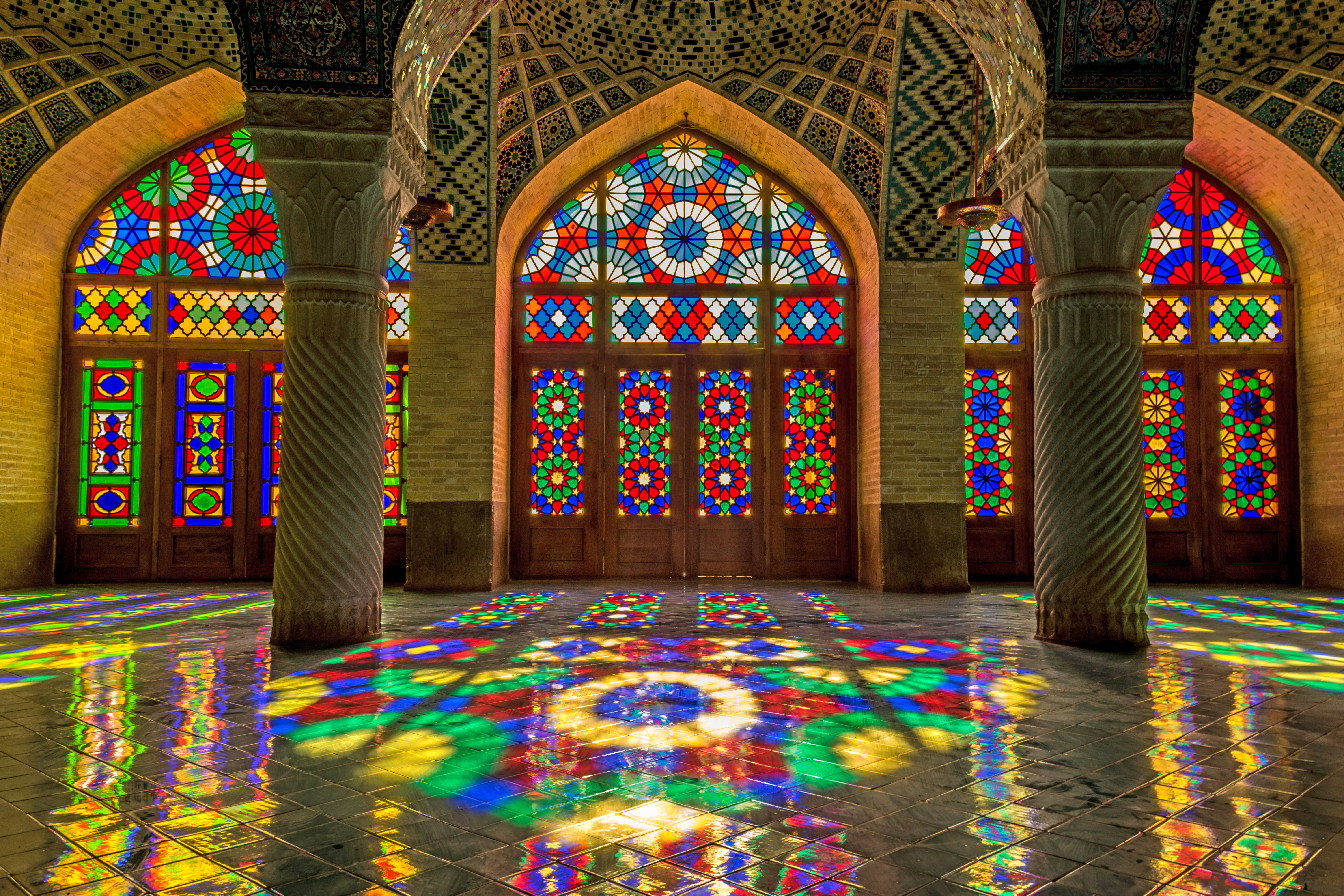
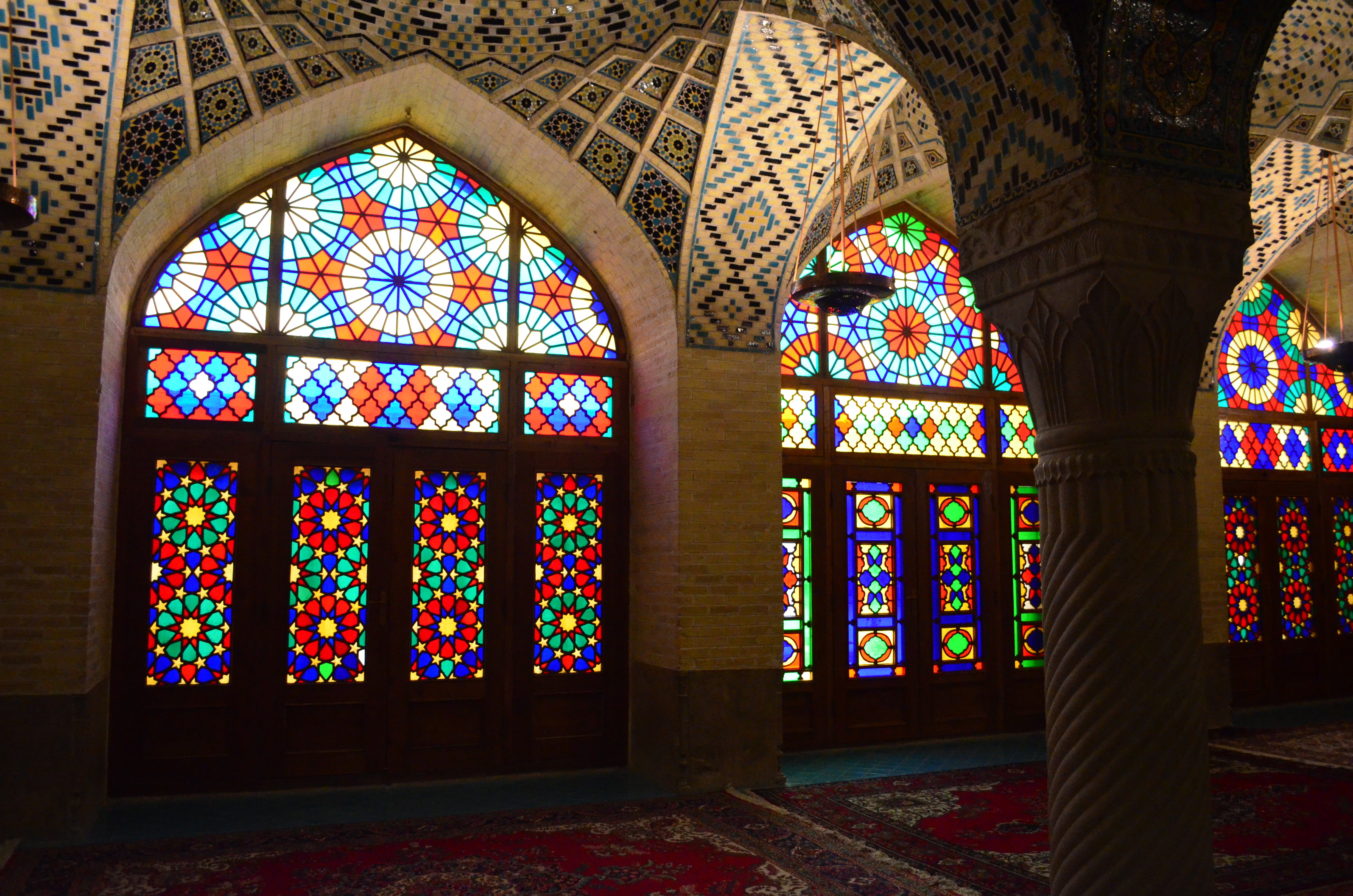
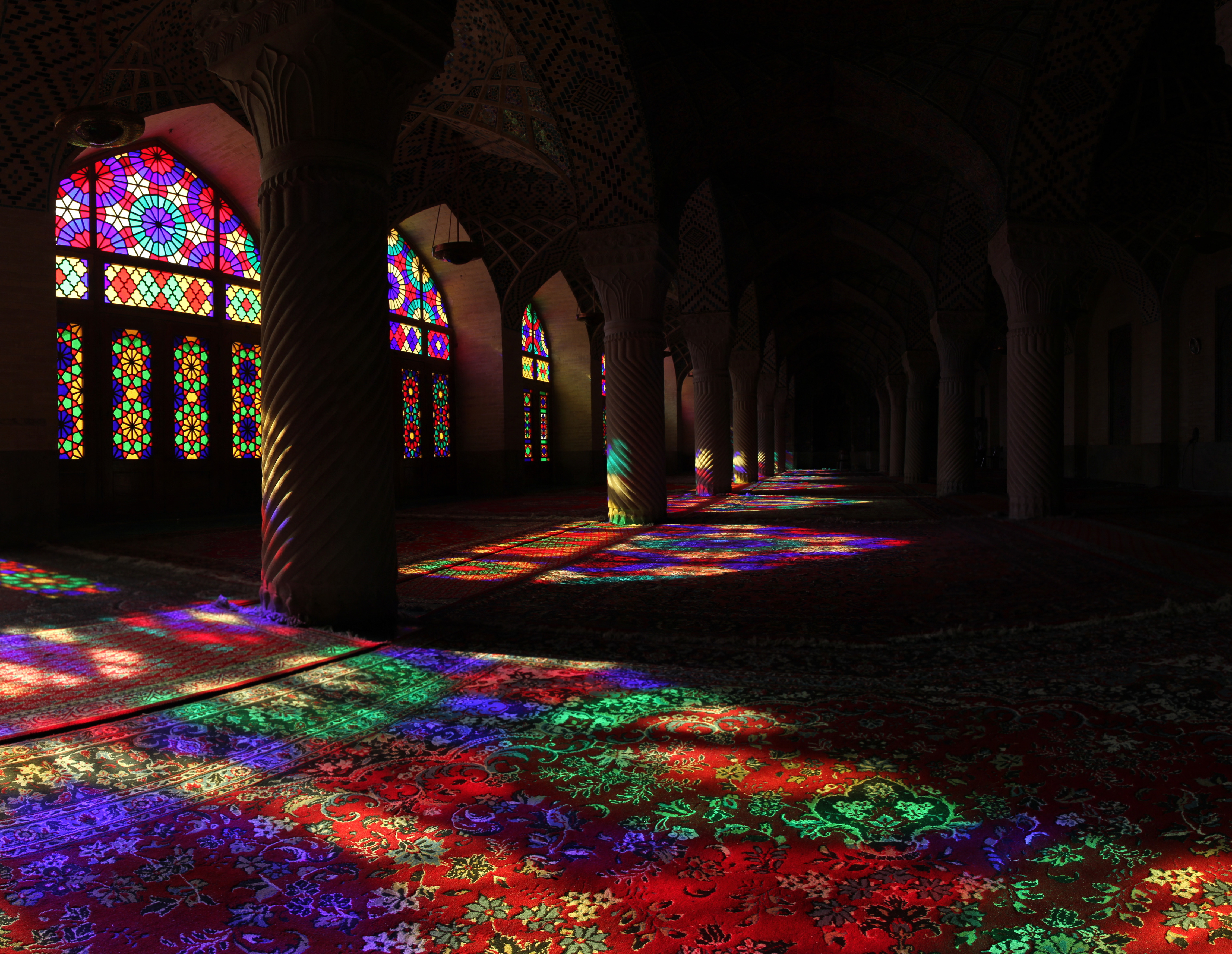
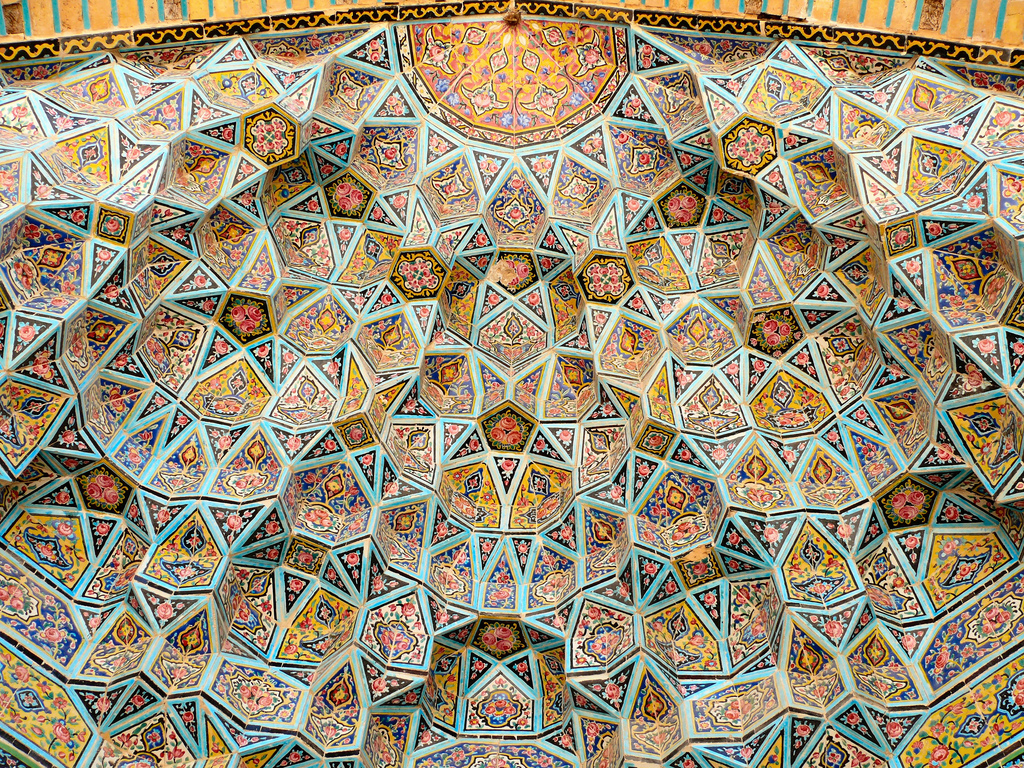
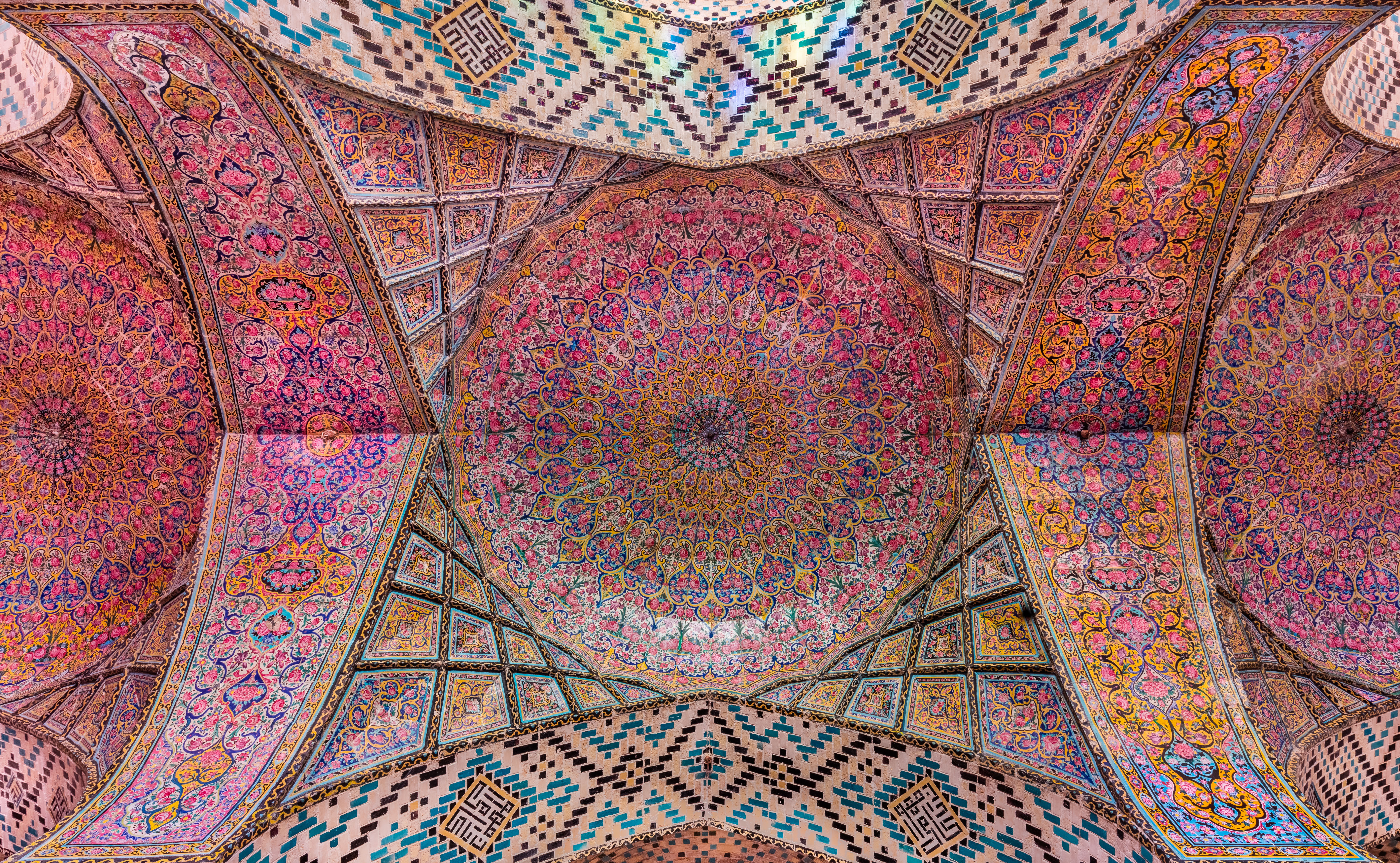
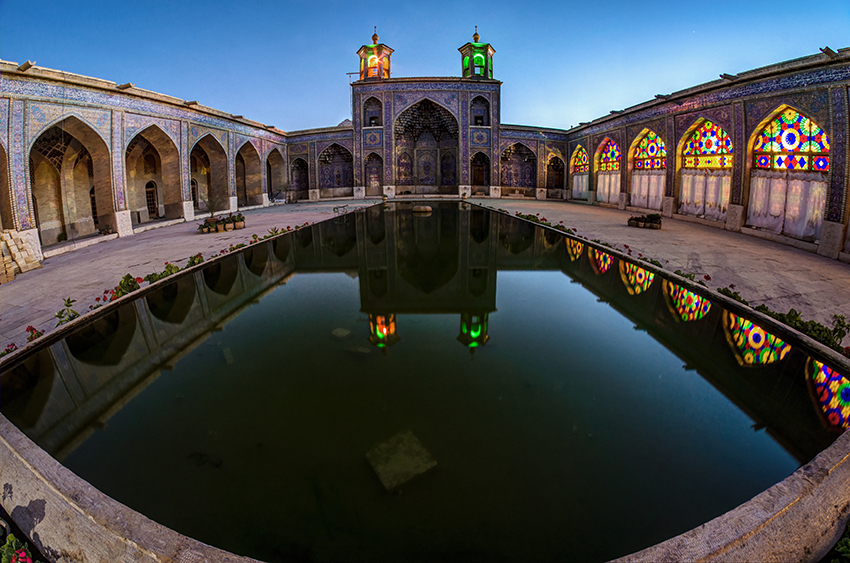